# رود پیژ
رود پیژ (انگلیسی: Pyzh) یک رودخانه در سرزمین پرم کشور روسیه است.